# Peter Schurig
Peter Schurig (* 11. Dezember  1942 in Tröbitz) ist ein ehemaliger deutscher Badmintonspieler. 

## Karriere
Peter Schurig wurde Anfang der 1960er Jahre Stammspieler im Oberligateam von Aktivist Tröbitz. Mit der Mannschaft gewann er an der Seite erfahrener Spieler wie Gottfried Seemann, Gerolf Seemann, Erich Wilde, Klaus Katzor, Rita Gerschner und Annemarie Fritzsche 1962, 1965 und 1966 die DDR-Mannschaftsmeisterschaft. Danach wurde es auf sportlichem Gebiet jedoch ruhig um ihn.
Peter Schurig lebt heute in Lübbenau.

## Sportliche Erfolge
| Veranstaltung                | Saison    | Disziplin  | Platz | Name |
| ---------------------------- | --------- | ---------- | ----- | --- |
| DDR-Mannschaftsmeisterschaft | 1961/1962 | Mannschaft | 1     | Aktivist Tröbitz (Gottfried Seemann, Gerolf Seemann, Peter Schurig, Erich Wilde, Klaus Katzor, Annemarie Fritzsche, Rita Gerschner, Helga Krüger)                                                                  |
| DDR-Mannschaftsmeisterschaft | 1964/1965 | Mannschaft | 1     | Aktivist Tröbitz (Gottfried Seemann, Gerolf Seemann, Erich Wilde, Klaus Katzor, Heinz Glormus, Gerhard Dietze, Peter Schurig, Gotthard Girke, Marlies Bissendorf, Gitta Rost, Annemarie Fritzsche, Rita Gerschner) |
| DDR-Mannschaftsmeisterschaft | 1965/1966 | Mannschaft | 1     | Aktivist Tröbitz (Gottfried Seemann, Joachim Schimpke, Gerolf Seemann, Peter Schurig, Erich Wilde, Klaus Katzor, Rita Gerschner, Annemarie Fritzsche, Gitta Rost)                                                  |